# Jaan Kiivit junior
Jaan Kiivit junior, född 19 februari 1940 i Rakvere, Estland, död 31 augusti 2005 i Sankt Petersburg, Ryssland, var en estnisk luthersk teolog. Han var från 1994 till 2005 ärkebiskop av Tallinn och Estniska evangelisk-lutherska kyrkans primas.
Kiivit junior var son till den tidigare ärkebiskopen Jaan Kiivit senior (1906–1971), som även prästvigde honom. Kiivit junior verkade i nära trettio år som kyrkoherde i Helgeandskyrkan i Tallinns gamla stad. Han undervisade även mellan 1980 och 1994 i praktisk teologi vid det evangelisk-lutherska teologiska seminariet i Tallinn.
Kiivit var länge ansvarig för kyrkans utlandsförbindelser och valdes 1994 till ärkebiskop. Han efterträddes på posten 2005 av Andres Põder och avled senare samma år under en resa till Ryssland.